# نيلسون كروز (لاعب كرة قاعدة)
نيلسون كروز (بالإنجليزية: Nelson Cruz)‏ (و. 1980  م) هو لاعب كرة قاعدة من الولايات المتحدة، ولد في مونتي كريستي، يلعب كلاعب دفاع ‏، ولاعب أيمن ‏، وDesignated hitter ‏.

## روابط خارجية
- نيلسون كروز على موقع دوري كرة القاعدة الرئيسي (الإنجليزية)
- نيلسون كروز على موقعبيزبول رفرنس.كوم (الدوري الرئيسي) (الإنجليزية)
- نيلسون كروز على موقعبيزبول رفرنس.كوم (الدوري الثانوي) (الإنجليزية)
- نيلسون كروز على موقع إي إس بي إن.كوم (أم.أل.بي) (الإنجليزية)
- نيلسون كروز على موقع مشجعي الرسوم البيانية (الإنجليزية)